# Kerncentrale Caorso
Kerncentrale Caorso (Italiaans:Centrale elettronucleare di Caorso) was de krachtigste kerncentrale in Italië bij het dorp Caorso aan de rivier de Po.
De centrale had één kokendwaterreactor (BWR) met de bijnaam "Arturo" en was gebouwd door General Electric.
Na het referendum uit 1987 is besloten tot een kernuitstap van Italië en daarom is de reactor in 1990 stilgelegd.
De centrale wordt nu ontmanteld door Società Gestione Impianti Nucleari (SOGIN) die nu de eigenaar is. De koeltorens zijn in 2008 gesloopt, de schoorsteen in 2010. Het terrein is de thuisbasis van de Italiaanse school van stralingsbescherming, veiligheid en milieu.
| Reactorblok | Reactortype | Vermogen | Begin bouw | Inbedrijfname | Stillegging |
| ----------- | ----------- | -------- | ---------- | ------------- | ----------- |
| Caorso      | BWR         | 860 MW   | 1970       | 1981          | 1990        |